# Arnstadt
Arnstadt is een gemeente in de Duitse deelstaat Thüringen. Het is de Kreisstadt van de Ilm-Kreis. Arnstadt heeft 27.072 inwoners. De stad voert als  vervullende gemeente tevens de bestuurstaken uit voor de gemeente Wipfratal. De gemeente omvat naast de stad ook de dorpen Angelhausen, Oberndorf, Dosdorf, Espenfeld, Rudisleben en Siegelbach.

## Bach
Veel van de leden van de familie Bach hebben in Arnstadt gewerkt als musicus. Van 1703-1707 was Johann Sebastian Bach hier werkzaam als organist en cantor van de "Neue Kirche" die thans Bachkirche heet. Het orgel waarop hij speelde is nog vrijwel origineel; alleen de buitenvleugels werden er later op gezet. Het toetsenbord wordt tentoongesteld in het naast de kerk gelegen museum. Een standbeeld toont een recalcitrante jonge man, die Johann Sebastian Bach moet voorstellen. Bach had nogal eens conflicten in de vier jaar dat hij hier werkte.
Na het vertrek van Johann Sebastian volgde zijn neef Johann Ernst Bach hem als organist op.

## Andere bezienswaardigheden

### De Liebfrauenkirche
De Liebfrauenkirche uit de 13e en 14e eeuw is romaans van opzet met gotische toevoegingen.

### Het slotmuseum Neue Palais
In het barokke slot Neue Palais uit 1732 bevindt zich het Schlossmuseum met een collectie poppen, poppenhuizen, interieurs en taferelen van vorstin  Auguste Dorothea van Brunswijk-Wolfenbüttel. Zij bouwde de 82 scènes van de poppenstad Mon Plaisir in de periode 1697-1710. Daarnaast herbergt het een collectie over de componist Johann Sebastian Bach.

## Omgeving
Richting Thüringer Wald bevinden zich op uit de vlakte oprijzende heuvels drie burchten, de Drei Gleichen.

## Bekende personen uit Arnstadt
- Vorstin Auguste Dorothea van Brunswijk-Wolfenbüttel (1666-1751), collectioneur
- Johann Ernst Bach (1683-1739), organist
- Thomas Ziegler (1980), wielrenner
- Theresa Senff (1982), wielrenster
- Marcel Kittel (1988), wielrenner

## Galerij

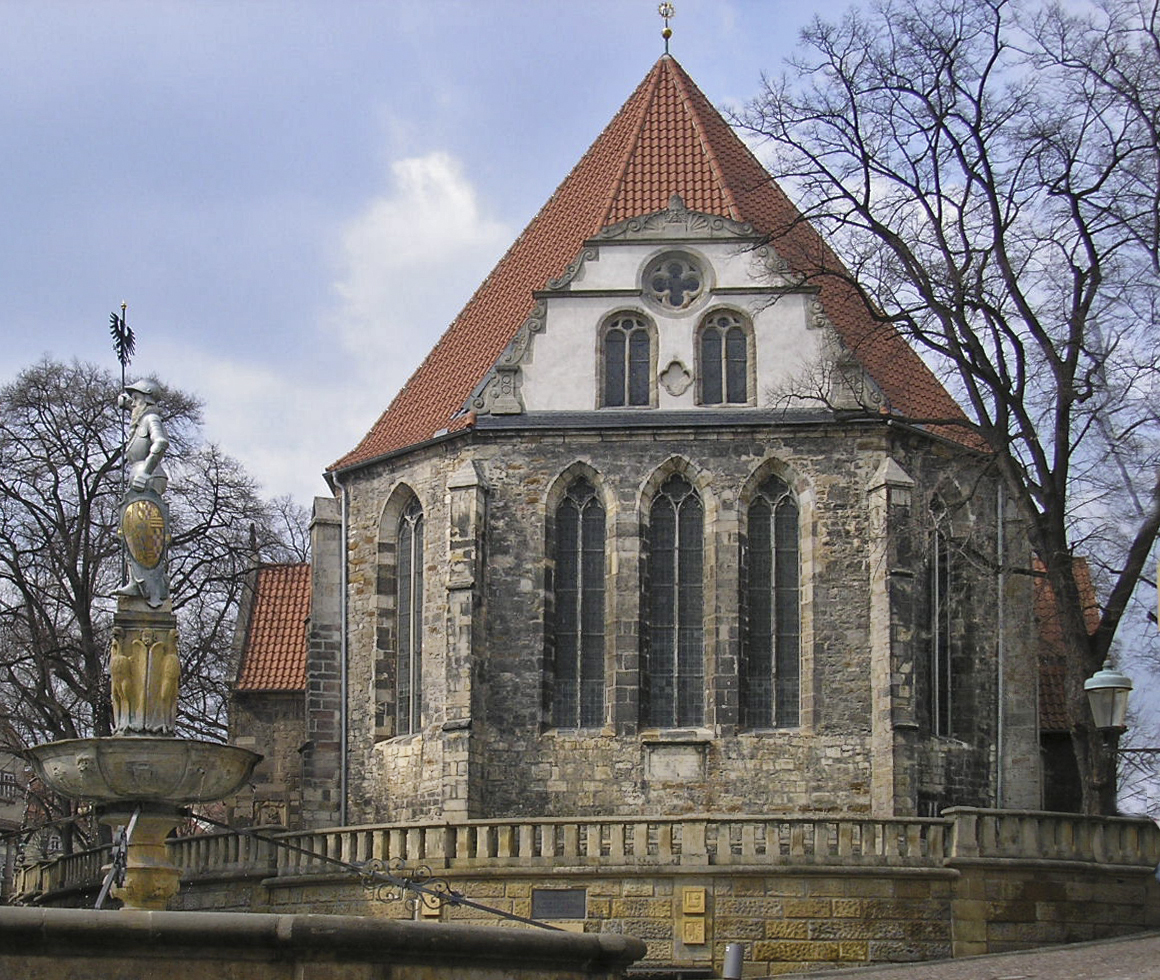
Bachkirche Arnstadt
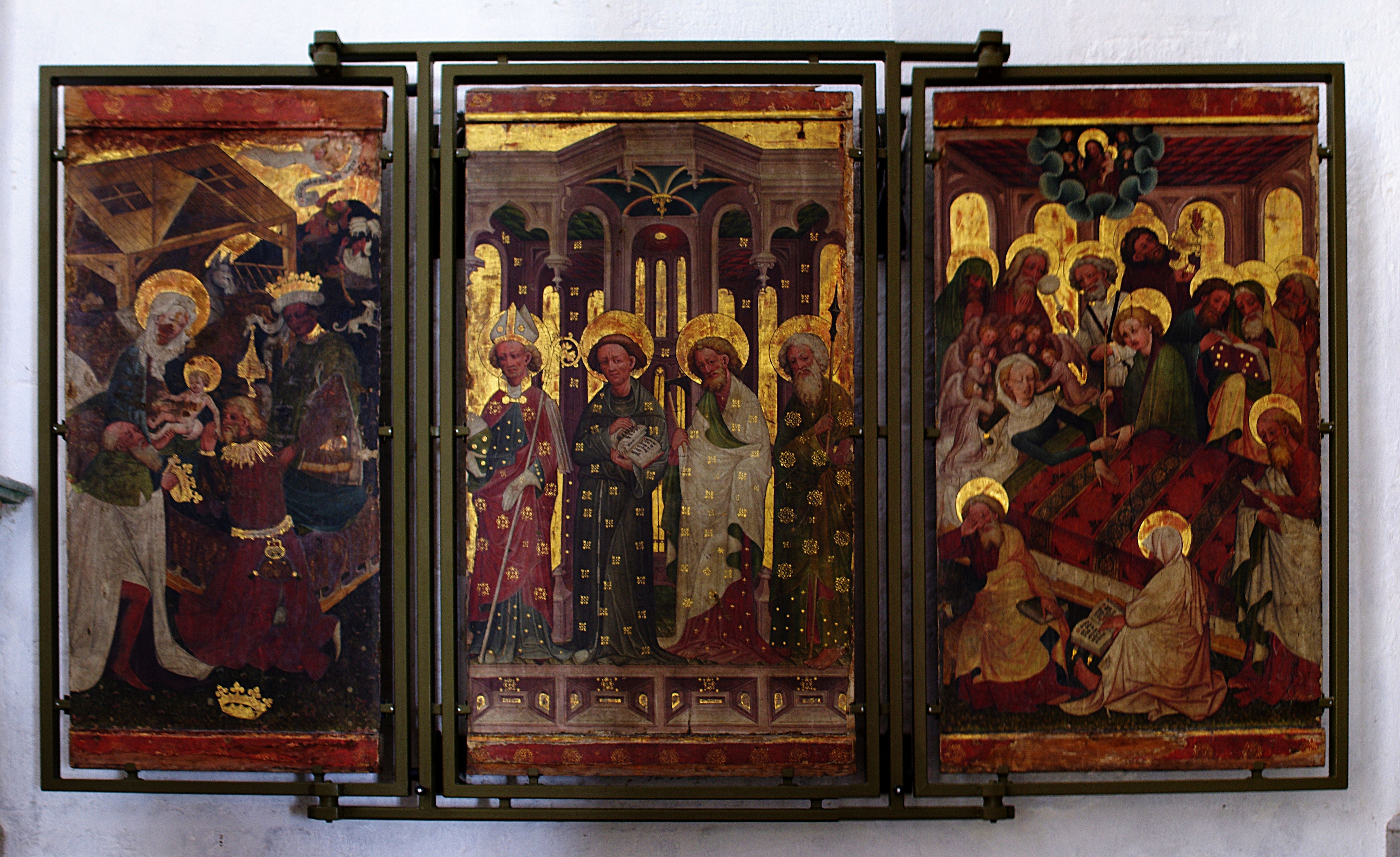
Liebfrauenkirche, altaarstuk
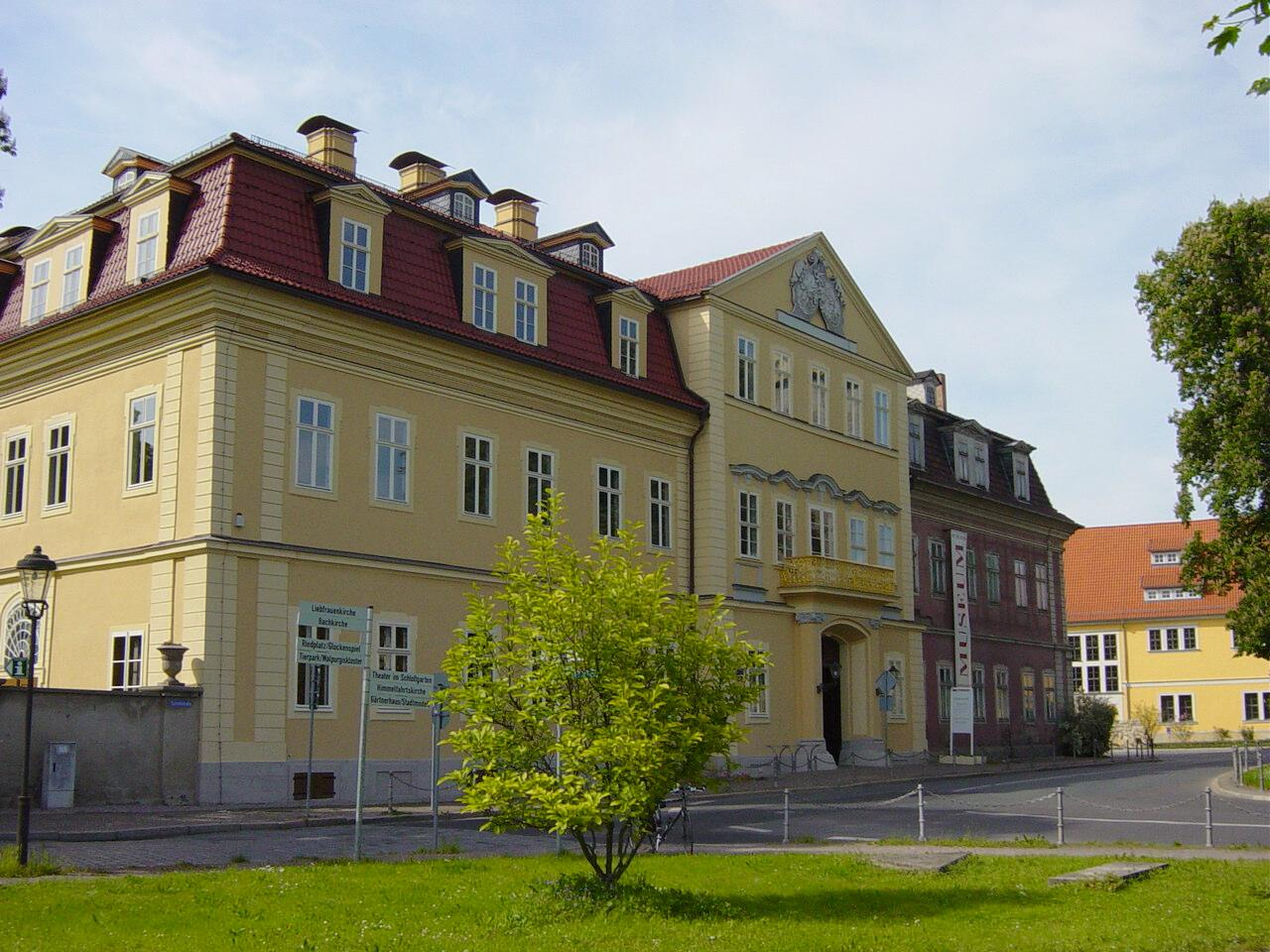
Slotmusum Neues Palais
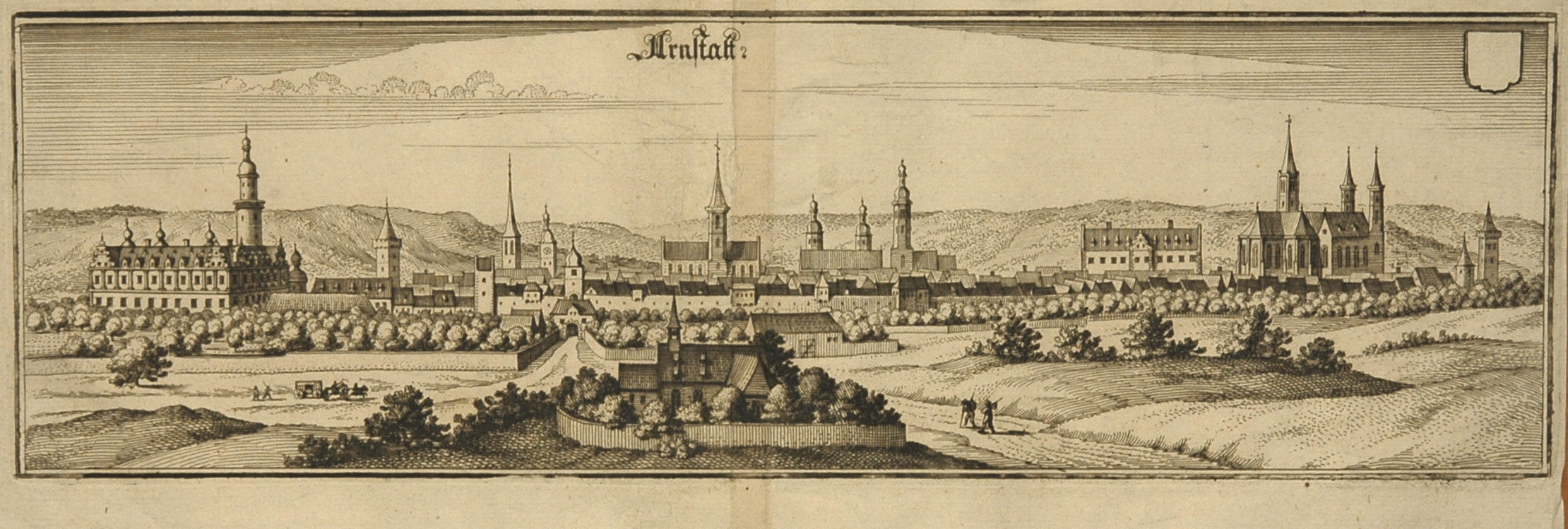
Arnstadt in 1650, kopergravure
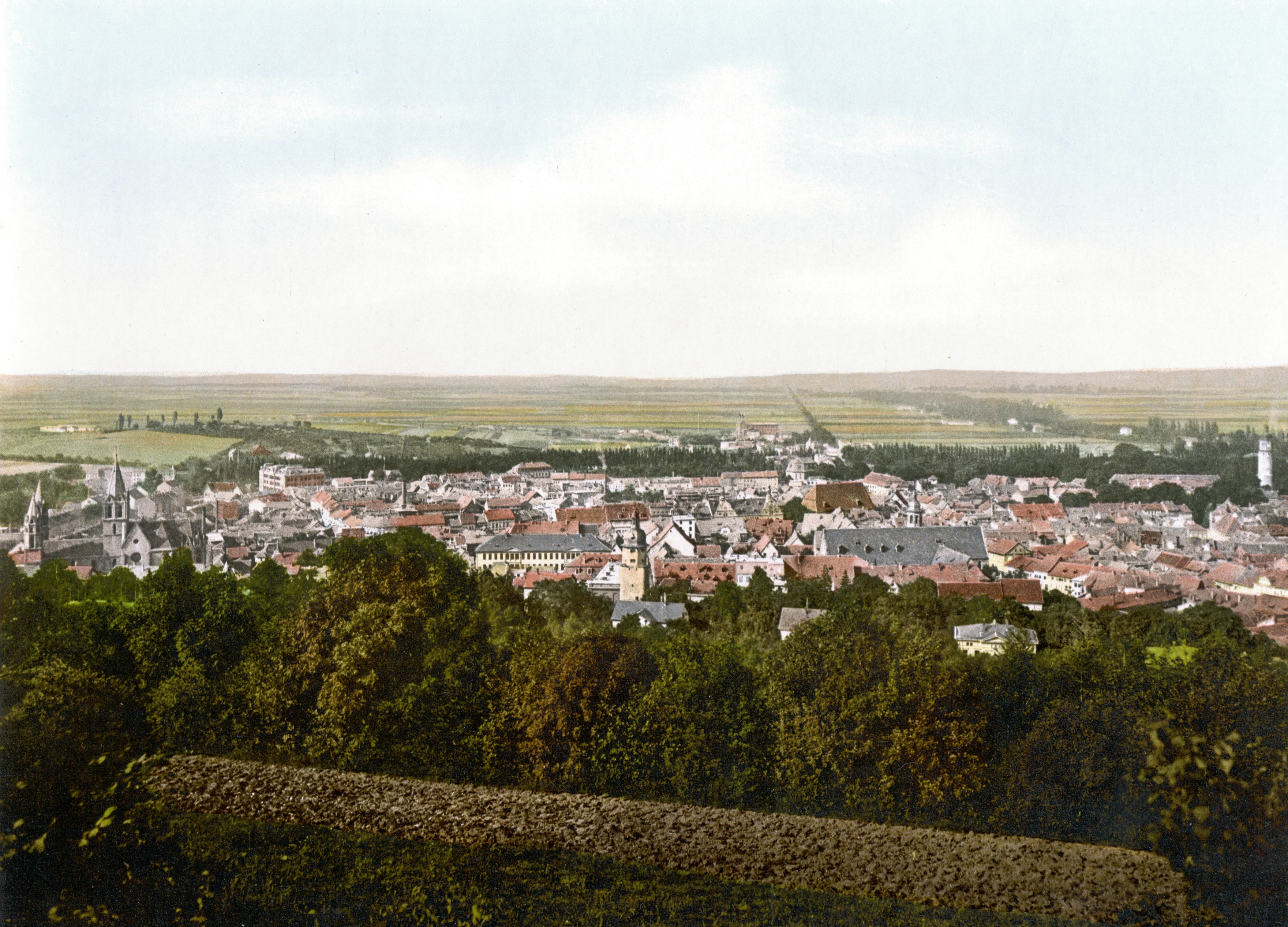
Arnstadt in 1900